# Bruit sous-marin
La notion de bruit sous-marin englobe l'ensemble des sons aquatiques en milieu marin, plus ou moins structurés, et pour partie indésirables ou nuisibles (on parle de pollution sonore sous-marine par analogie avec la pollution sonore induite par le bruit excessif d'origine humaine dans l'atmosphère, un phénomène qui progresse rapidement, « particulièrement visible dans les zones d'eau peu profonde qui se caractérisent par la concentration d'un niveau élevé d'activité dans un large éventail de domaines tels que la pêche, le tourisme, la voile et la production d'énergie renouvelable ». L'OMI parle de bruit sous-marin rayonné (underwater radiated noise ou URN) pour le bruit émis par la propulsion des navires.
En l'absence d'activité humaine, les vagues, la pluie et les émissions sonores des animaux marins constituent les principales sources de bruit ; des évènements sismiques survenant dans les roches ou les glaces (vêlage d'icebergs notamment) provoquent aussi des crêtes occasionnelles.
Dans le Pacifique Nord, « le bruit sous-marin a doublé d'intensité tous les dix ans au cours des 60 dernières années (...) et le trafic et les volumes de navires devraient augmenter avec la croissance de la population et des demandes commerciales ». Dans le monde, selon Matthias Witte et al. (2023) le « bruit de fond océanique » a augmenté de 21 dB en quelques décennies.
De nombreuses publications scientifiques concernent l'impact de l'activité humaine sur la « pression acoustique » en milieu marin, soit en ce qu'elle perturbe les différentes espèces, soit en ce qu'elle interfère avec les modes de communication entre organismes marins ou avec les moyens de détection militaires (eux-mêmes producteurs d'ondes puissantes, ce qui les pousse à les renforcer encore. Il est avéré que le bruit sous-marin de basse fréquence et d'origine anthropique est en forte hausse depuis la fin du XXe siècle,. En 2020 et depuis la fin du XXe siècle, ce bruit est omniprésent, intense et constant dans un nombre croissant de voies maritimes (et zones portuaires). Il est jugé préoccupant, dont par l'ONU et la Commission OSPAR (2009), car de plus en plus perturbateur pour la faune marine (et donc, indirectement, pour les écosystèmes, pour l’environnement subaquatique marin et les services écosystémiques qu'ils fournissent). La navigation en est la cause principale, mais les impacts des sonars actifs, ainsi que celui des chantiers sous-marins — explosions, battage de pieux — inquiètent aussi pour l'intensité momentanée mais importante de ces évènements. La pollution sonore subaquatique, à cause de ses impacts négatif reconnus sur la vie marine doit être traité à échelle mondiale dans le cadre de l'objectif de développement durable (ODD) 14 des Nations unies relatif aux océans (peu d'études sont disponibles pour les eaux douces, mais les péniches et autres engins motorisés pourraient y avoir des effets pour partie similaires).
L'écoute du bruit sous-marin se fait par hydrophone (ou par sonar passif dans le cas de la marine de guerre, qui veut, elle, détecter la navigation). Le son se propage beaucoup plus loin, et 4,5 fois plus vite dans l'eau que dans l'air.

## Classes de bruits sous-marins

### Bruit anthropique et bruit naturel
On appelle bruit anthropique, par opposition au bruit naturel, celui causé par l'activité humaine.
Il est surtout émis par la navigation (motorisée, commerciale, militaire et de tourisme/loisirs) et étudié depuis les années 1960,,. Il est aussi dû à des processus d'observation ou de recherche par sonar, ou par générateur d'ondes sismiques (canons à air comprimé), pour l'acquisition d'images du relief et d'images sismique de la géologie du sous-sol des fonds marins, une cause qui inquiète les biologistes marins depuis plusieurs décennies. L'arctique n'est pas épargné : par exemple, la composante haute-fréquence du bruit particulier et chronique d'un brise-glace en activité semble pouvoir être perçu sous l'eau dans les hautes fréquences par les bélugas et très probablement, par les narvals (jusqu'à plus de 25 à 30 km du navire). Des voies maritimes coupent les axes migratoires des bélugas dans la partie "pacifique" de l'Arctique. Là 9 bélugas suivis grâce à des balises satellitaires dans les mers de Beaufort, des Chukchi et de Béring (en juillet-décembre 2018) ont été observés à moins de 125 km de navires et 23 fois à moins de 50 km ; ils ont alors en moyenne alors ralenti leur nage (parfois jusqu'à 79 km du navire), avec des errements latéraux et verticaux dans un raon de 50 km, indiquant une perturbation du comportement selon les auteurs de l'étude qui a confirmé des résultats antérieurs « qui ont montré des réponses comportementales des bélugas aux navires à des distances bien au-delà de la portée visuelle, ce qui implique que les bélugas réagissent au bruit des navires de faible amplitude, proches du bruit de fond ».
Dans une part croissante du monde, divers travaux sous-marins (forages pétrogaziers, travaux portuaires, dragages et rejets en mer de boues de dragage, pose d'éoliennes...) sont aussi sources d'une pollution sonore préoccupante, etc. 
Le cas du bruit induit par les suceuses et autres engins de dragage ou de rejet en mer a été abordé avec la World Dredging Association (WODA) dans le cadre des travaux de la Convention et du Protocole de Londres sur la protection du milieu marin contre la pollution résultant du déversement de déchets et d'autres matières en mer.
Les zones chroniquement les plus affectées sont située sous et à proximité des grands axes de circulation des navires.

### Bruit continu et bruits impulsifs
Il convient de différencier le bruit continu des bruits impulsifs, brefs.
Les sources de bruits impulsifs incluent les battages de pieux dans les constructions sous-marines ou côtières (aménagements portuaires, installation d'éoliennes, etc), les études sismiques (en vue de repérer des gisements de pétrole ou de gaz), les explosions sous-marines (destructions de munitions par exemple autrefois couramment effectuées sous l'eau à marée haute en Baie de Somme, exercices militaires par exemple), et les sonars notamment. Les sources continues proviennent essentiellement du trafic maritime, et comprennent aussi des cornes de brumes des bouées, et d'installations industrielles permanentes (plate formes pétrolières...).

## Importance du contexte
Les caractéristiques physiques de la propagation du son sous l'eau sont également liées aux conditions environnementales et notamment au relief, à la nature du fond (rocheux, sableux, vaseux, plat ou en pente...) à la configuration du volume de la masse d'eau, en particulier dans les détroits, à la présence éventuelle de fortes différences de salinité. Le son peut être réverbéré par le fond, puis par la surface de l'eau joue qui joue le rôle d'un miroir réfléchissant ; ce son peut alors être renvoyé dans la masse d'eau en passant au dessus de barrières rocheuses ; certains sons (sonar y compris) peuvent profondément se propager dans le sédiment voire dans la croûte terrestre, plus ou moins profondément selon la nature du substrat, affectant potentiellement de nombreuses espèces encore mal connues du sédiment.

## Impacts du bruit sous-marin
La notion de "bruit sous-marin" et plus encore celle de pollution sonore implique généralement des conséquences négatives, directes et indirectes, immédiates et différées, sur la faune marine.
La plupart des animaux marins ont en effet une ouïe souvent très fine, souvent vitale pour détecter des proies et/ou pour échapper à des prédateurs.
- Par exemple les poissons ont une ligne latérale et des organes les rendant très sensibles au son et aux ondes de pression, anthropogéniques en particulier[24]. Chapman et Hawkins, en 1973[25] puis Nordeide et Kjellsby en 1999[26] ont montré que la morue est sensible au bruit tonal d'une large bande de basse fréquence (de 30 à 470 Hz). 
Après que des pêcheurs se soient plaints de voir diminuer leurs prises lors de levés géophysiques, une étude a procédé à des essais en aveugle de pêche à la ligne de sébastes (Sebastes spp.) au large du centre de la Californie, avec ou sans présence d'un canon à air comprimé de 1 639 cm3 et d'une puissance sonore à la source de 223 dB à 1 μPa : une baisse moyenne de 52,4 % du nombre de prises a effectivement été constatée par unité d'effort de pêche (par rapport aux essais témoins), et ce pour toutes les espèces de sébastes capturés (soit l'équivalent d'une perte économique de 49,8 % du chiffre d'affaires pour les pêcheurs)[27].
- Concernant les mammifères marins[28] : 119 espèces de cétacés sont connus pour leur dépendance au son et à de l'écholocation[29] pour leur apprentissage social et de l'environnement, pour la navigation, la communication, la reproduction, la quête de nourriture et l'évitement des obstacles et des prédateurs[30]. 
On sait maintenant qu'ils dépendent du son « comme sens principal » ; et qu'ils sont très vulnérables au sonar[31],[32], qui peut les tuer (ce que la marine américaine, selon la revue Nature[33], cherchait encore en 2006 à cacher) ; ils sont vulnérable à une large gamme de sons dès qu'ils sont suffisamment intenses[34] (ces sons sont une forte source de stress[35], ce pourquoi on utilise des pingers pour tenter de les éloigner des filets de pêche). Ce stress concerne des animaux de toutes tailles (baleine[36],[37],[38] et orques[39],[40] y compris), et affecte leur santé, via notamment une dégradation de leur système immunitaire[41]. On a aussi montré en 2006 qu'en présence d'un trafic maritime plus important, les dauphins au sein d'un groupe adoptent un comportement respiratoire plus synchrone (ils font surface ensemble pour respirer de manière coordonnée) alors qu'en temps normal, leurs schémas respiratoires sont nettement plus aléatoires[42] et on a récemment (2021) expérimentalement confirmé, dans un environnement vierge de bruit anthropique, que face à une émission sonar, 12 baleines à bec communes suivies (près de Jan Mayen, en Norvège) ont entamé des mouvements d'évitement de la source sonore sur une large gamme de distances (0,8 à 28 km), d'autant plus tôt et d'autant plus vivement que le niveau de pression acoustique reçu était haut, et ce quelle qu'ait été la distance de la source. Les seuils d'évitement ont varié selon les individus (seuils compris entre de 117 et 126 dB re 1 µPa), mais, contrairement à ce qui a été antérieurement suggéré (dans des lieux où les baleines sont fréquemment exposées aux sonars), ici, le fait que la source soit lointaine ne semble pas significativement diminuer le stress de l'animal[43]. 
On manque encore de données précises relatives à l'audition sous l'eau des pinnipèdes (éléphant de mer, phoque et otarie), mais, par exemple, une étude (2000) a montré que les pinnipèdes, et l'éléphant de mer en particulier, détectent des signaux à des rapports signal/bruit relativement faibles, ce qui laisse penser qu'ils peuvent être perturbés par des sources de bruit anthropiques relativement faibles[44] ;
- En zone intertidale et côtière, de nombreux animaux marins se servent d'indices sonores de l'environnement — par exemple, pour s'éloigner des zones bruyantes de déferlantes et de brisants ;
- Le bruit subaquatique affecte même le plancton ;
- conséquences indirectes : quand le bruit anthropique fait fuir ou éloigne certaines espèces, alors leurs prédateurs symbiotes et autres espèces associées sont également affectés. Certains dauphins sont curieux et sont attirés par les navires et ils savent pouvoir trouver à manger dans les filets de pêche. Ils utilisent le son pour la communication entre individus voient la réception de leurs signaux perturbée[45], et les bruits impulsionnels puissants lèsent leurs organes auditifs, ce qui peut changer leurs comportements[46] et affecter leurs chances de se reproduire[47] et augmenter le risque de collision et/ou d'échouage[30].

## Mesure des bruits sous-marins
L'observation et la mesure des bruits sous-marins sont nécessaire à l'étude et à la cartographie des sources, fréquences et intensités de bruit subaquatique et à l'analyse de l'évolution du paysage sonore subaquatique sous l'effet de l'artificialisation du monde et de l'augmentation de la pression humaine sur l'océan mondial.

### Grandeurs pertinentes
Les ondes de pression acoustique transportent de l'énergie. Seule cette puissance peut avoir des effets, en particulier sur les organes de l'ouïe animale et humaine. L'intensité acoustique s'exprime en watts par mètre carré, dans le sens de la propagation, c'est-à-dire perpendiculairement au front de l'onde. Pour les bruits aériens, la valeur de référence est de 1 × 10−12 W/m2. Dans l'air, pour une onde plane, cette valeur correspond à une pression acoustique de 20 micropascals et à un son imperceptible. L'eau oppose aux déformations élastiques qui constituent le son une bien plus grande résistance. Son impédance acoustique est d'environ 1 540 000 Pa s m−1, alors que celle de l'air est de 415 Pa s m−1. La valeur de la pression acoustique est la racine carrée du produit de l'intensité par l'impédance acoustiques. Par conséquent, la même puissance crée une pression 61 fois plus forte dans l'eau. Une intensité de 1 milliwatt/m2 produit dans l'eau une pression acoustique de 39 Pa et dans l'air 0,64 Pa.
On donne normalement les valeurs de pression acoustique dans l'eau par rapport à 1 µPa. Une onde plane en champ libre d'intensité 1 W/m2 équivaut à une pression acoustique de 182 dB re 1 µPa dans une eau de mer typique. Le bruit ambiant sous-marin varie entre 60 et 100 dB re 1 µPa selon l'état de la mer, de calme à agitée.
La distribution de la pression acoustique dépend de la profondeur. À proximité de la surface ou d'un fond peu accidenté, la réflexion des ondes acoustiques les renforce par effet de proximité, surtout jusqu'au quart de la longueur d'onde concernée — la vitesse du son étant d'environ 1 500 m/s dans l'eau, le quart d'onde à 100 Hz est d'environ 3,7 m. Les variations de pression qu'induisent les vagues compliquent la mesure. 10 m de profondeur d'eau équivaut à peu près à la pression atmosphérique, 100 kPa. Une fluctuation de hauteur d'eau, par une faible houle de 10 cm de creux, donne une variation de pression d'une période de quelques secondes et d'une amplitude de 1 kPa, équivalente à 180 dB re 1 µPa dans la bande passante acoustique. Des variations aussi importantes sont difficiles à filtrer.
Le bruit sous-marin peut varier de plusieurs ordres de grandeur, en quelques minutes ou au cours de l'année, ou selon l'emplacement de la mesure. Cette variabilité implique d'effectuer plusieurs mesures réparties dans le temps et dans l'espace. 

### Bruit de fond sous la mer
Pour apprécier l'importance d'un son perturbateur, il faut mesurer le bruit de fond sous la mer. Il n'existe pas de définition conventionnelle de ce bruit de fond ; les études utilisent des méthodes différentes selon leur objectif, qu'il s'agisse d'évaluer l'impact d'un évènement connu, comme un forage ou le passage d'un navire, ou de mesurer le « paysage sonore » ordinaire d'un biotope marin.

### Évaluation des sources de bruit
Quand il s'agit d'évaluer l'impact d'une source de bruit contrôlée par les humains, on effectue le plus souvent des mesures à une distance suffisante pour que l'effet des interférences entre sources de la structure émettrice ne joue plus.
Pour un bruit continu, on peut utiliser la puissance acoustique émise ; par exemple, un navire de commerce à une vitesse modérée produit plusieurs dizaines de watts acoustiques. Pour des bruits impulsionnels, on mesure l'énergie d'une impulsion ; pour certaines applications, celle-ci peut atteindre des dizaines de kilojoules. La pression acoustique subit l'affaiblissement de propagation, par atténuation géométrique et absorption par le milieu, suivant la distance à la source.
Le son d'un sonar s'exprime généralement en décibels re 1 µPa mesuré à 1 m, équivalent à des  dB m−1.

## Gestion du bruit sous-marin

### Réglementation internationale
Aux États-Unis et en Europe, après des phases d'incrédulité et parfois de déni (par la marine américaine notamment), les effets sub-létaux cumulatifs et parfois létaux de la dégradation acoustique des habitats subaquatique sont maintenant reconnus et scientifiquement démontrés. Les chercheurs, mais aussi par les régulateurs et une part croissante du public les jugent suffisamment critiques pour la protection des océans, pour nécessiter un cadre juridique, afin qu'ils soient adéquatement atténués et gérés,; Lubchenco, 2010 ; CDB 2012a ; Trappe et al., 2012 ; Van der Graaf et al., 2012 ; Goldbogen et al., 2013 ; Dolman et al.]). La convention du travail maritime de l'Organisation internationale du travail (MLC 2006) contient des exigences en matière de prévention du risque d'exposition à des niveaux de bruit dangereux à bord des navires, et mais depuis plusieurs décennies, des projets de seuils légaux, de normes internationales, de restrictions spatiales et temporlles et de réglementation piétinent, en dépit de quelques recommandations et de projets réglementaires par exemple en cours d'élaboration pour la mesure des bruits sous-marins. Aucun accord n'a été trouvé pour une réglementation contraignante, refusée ou difficiles à accepter par l'industrie pétro-gazière, le secteur du transport maritime et les armées (utilisant couramment le sonar).
Dans les années 2000, des chercheurs tels que Moore et al., et Reeves et al., en 2012] alertent aussi sur l'exposition croissante des cétacés et pinipèdes à une augmentation rapide du bruit industriel et maritime en Arctique.

### Réglementation européenne
La  Directive-cadre Stratégie pour le milieu marin de l'Union européenne impose aux  États  membres d’élaborer une stratégie permettant d'atteindre et maintenir un « bon état écologique » (BEE) de leurs masses d'eaux marines. Chaque état doit évaluer l'état et de l'évolution des pressions et impacts des bruits sous-marins anthropiques et produire un plan d'action pour le milieu marin (PAMM). Parmi les critères de bon état écologique, un « descripteur 11 », « Bruit sous marin » est formulé comme suit :  

« l’introduction d’énergie, y compris de sources sonores sous-marines, s’effectue à des niveaux qui ne nuisent pas au milieu marin »

 Une décision 2017/848/UE désigne deux critères primaires à utiliser : 
1. Critère D11C1 : pour caractériser les niveaux de pressions exercés par les sons impulsifs de courte durée et de forte intensité, on évalue la répartition spatiale, l'étendue temporelle et les niveaux des sources de sons impulsifs anthropiques ne dépassent pas les niveaux nuisibles aux populations d'animaux marins. Il s'appuie sur un recensement des jours d’émissions de sons impulsifs ou transitoires de courte durée et de forte intensité, et se subdivise en 3 sous-critères 
- D11C1.1 : distribution calendaire des émissions impulsives ; 
- D11C1.2 : distribution spatiale des émissions annuelle (carte) ; 
- D11C1.3 : distribution des niveaux acoustiques.
Ce descripteur est en lien avec les indicateurs « dérangement et surmortalité »
2. Critère D11C2 : pour évaluant la répartition spatiale, l'étendue temporelle et le niveau des sons continus anthropiques ne dépassent pas les niveaux nuisibles aux populations d'animaux marins. Ce critère s'appuie sur les caractéristiques des signaux émis de type continus, de moyenne intensité et de basse fréquence ; ainsi que sur une modélisation du bruit mensuel dû au trafic maritime. Il se subdivise en  2 sous critères : 
- D11C2.1 : pour la bande de fréquence du tiers d’octave centré sur 63 Hz  ; 
- D11C2.2 : pour la bande de fréquence du tiers d’octave centré sur 125 Hz. Ce critère D11C2 correspond à l'indicateur risque de masquage - Distribution spatiale du niveau de bruit ambiant (63 et 125 Hz). 
Ces descripteurs sont ensuite interprêtés en termes de désertion de zone, masquage des communications animales et surmortalité accidentelle[68],[66]

### Mesures de réduction
Selon M.P Simmonds en 2014, comme pour toutes les pollution, l'idéal est de réduire le bruit anthropique à sa source via l'insonorisation et des aménagements plus silencieux, ou d'éviter de le produire, afin de minimiser les contacts nuisibles avec la vie marine.
Une réduction du bruit subaquatique dû à la navigation s'obtient instantanément en réduisant la vitesse des navires ; et à long terme en optimisant la forme des carènes et celle des hélices (une grande partie du bruit émis par le navire vient du phénomène de cavitation induit par la rotation rapide des l'hélices). Réduire les vibrations dans toutes les structures d'un navire en diminue aussi le bruit, tout en améliorant sa fiabilité. En 2012, mais pour des raisons de santé au travail, l'OMI a adopté un règlement de la Convention internationale pour la sauvegarde de la vie humaine en mer (SOLAS). Il exige que les navires soient construits de manière à réduire le bruit à bord et à protéger le personnel contre le bruit (conformément au Code sur les niveaux de bruit à bord des navires). Ce texte établit des seuils de bruit à ne pas dépasser dans les locaux de machines, les salles de commande, les ateliers, les logements et d'autres espaces à bord.
L'OMI (Organisation maritime internationale) n'a évoqué les effets écologiqes du bruit généré par les navires qu'à partir de 2004 (à propos des seuls mammifères marins dans un premier temps). L'OMI estime que ce bruit étant principalement généré par la navigation ; et « étant donné que les navires franchissent régulièrement les frontières internationales, la gestion de ce bruit nécessite une réponse internationale coordonnée ». En 2014, le Comité de protection de l'environnement marin (MEPC) de l'OMI a émis un projet de lignes directrices visant à réduire le bruit sous-marin émis par la flotte commerciale, via des améliorations de conception/construction des hélices, carène et machines ; assorties de suggestions de bonnes pratiques opérationnelles et d'entretien (ex : nettoyage de la coque). Il faut ensuite attendre près de 10 ans (2023), pour que le sous-comité de la conception et de la construction des navires (SDC) de l'OMI approuve les directives révisées (que le comité de protection du milieu marin [MEPC 80] pourrait valider en juillet 2023. L'OMI y propose notamment des modèles aidant les armateurs et autorités portuaires à élaborer un « plan de gestion du bruit rayonné sous-marin » (ex : L'autorité portuaire de Vancouver a produit un plan mis à jour annuellement, incluant 3 objectifs : • Accroître les connaissances de l'administration portuaire sur les effets du bruit sous-marin sur les mammifères marins • Sensibiliser les utilisateurs et les locataires du port aux effets du bruit sous-marin sur les mammifères marins • Réduire le bruit sous-marin provenant des activités portuaires dans la juridiction (...) et sur toute la côte sud de la Colombie-Britannique). 
Un nouvel organigramme et annoncé par l'OMI pour 2024, décrivant le processus de planification de la gestion du bruit de l'URN, ainsi qu'une « liste provisoire des prochaines étapes suggérées pour prévenir et réduire davantage le bruit rayonné sous-marin des navires » (avec de possibles bénéfices en termes d'efficacité énergétique). L'OMI reconnait la nécessité de protéger, y compris du bruit subaquatique, des « zones maritimes particulièrement sensibles » (PSSA) et prépare aussi un « Partenariat mondial pour l'atténuation du bruit sous-marin provenant de la navigation » baptisé GloNoise.
Des industriels créent parfois des rideaux de bulles autour de chantiers sous-marins, afin dintercepter les bruits générés.

### Audiographie
- Enregistrement de "chant" d'orque, masqué par le bruit d'un navire passant à proximité, près de l'Île Hanson au Canada (fichier MP3 archivé).